# Fiat Duna
Fiat Duna (Type 155) — субкомпактный автомобиль, выпускавшийся компанией Fiat в Аргентине и Бразилии под названием Fiat Prêmio.

## История
Fiat Duna был запущен в производство в 1985 году в Бразилии на базе Fiat Uno. В 1987 году в производство был запущен трёхдверный универсал Fiat Elba с 1,5-литровым двигателем. В то же время производство Fiat Duna началось в Аргентине. В 1988 году в модельный ряд был добавлен четырёхдверный седан, а в 1989 году — пятидверный универсал.
С 1987 по 1991 год седан и универсал продавались в Италии под названиями Duna и Duna Weekend. До 1995 года автомобили собирались в Бетине, а до 1997 года автомобили продавались в Италии под брендом Innocenti.
На базе Duna также выпускались небольшими партиями фургоны Fiat Penny. В Великобритании, Ирландии и Новой Зеландии автомобиль назывался Fiat Citivan.
К 2000 году было выпущено 257559 автомобилей.

## Галерея
- Вид сзади
- Fiat Prêmio
- Innocenti Elba
- Innocenti Elba
- Fiat Penny
- Fiat Penny
- Fiat Citivan